# Selma Colliander
Selma Kristina Colliander, född 31 december 1861, död 23 maj 1944 i Lund, var en svensk akademiker. 
Colliander blev 1913 den första kvinnliga universitetsbibliotekarien i Lund. Hon disputerade i germanologi, ledde Röda Korsets bokförsändelser till krigsfångar, och samlade in och utgav traditionella folkvisor. Colliander är begravd på Klosterkyrkogården i Lund.